# Ansonia endauensis
Az Ansonia endauensis a kétéltűek (Amphibia) osztályának a békák (Anura) rendjébe és a varangyfélék (Bufonidae) családjába tartozó faj. Eddig csak a Malajziai Sungai Semawakban, az Endau-Rompin Nemzeti Parkban írták le a fajt. A kutatás 2006-ban volt és akkor mindössze 4 példányt találtak. Az összes példányt egy jól védett esőerdei helyen találtak. Ennek ellenére a fajt veszély fenyegetheti a fakitermelés miatt.